# Percy Pursglove

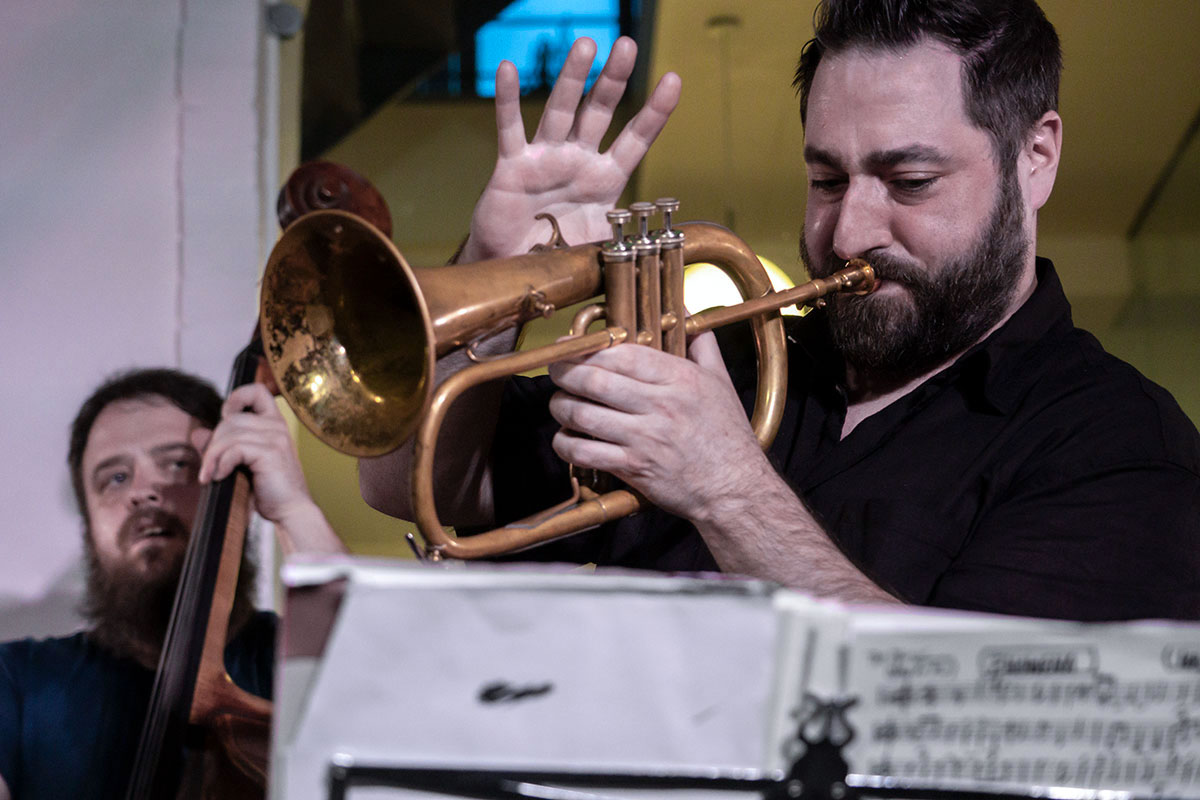
Aarhus, Dänemark 2022

Percy Pursglove (* 1981 in Birmingham) ist ein britischer Jazzmusiker (Trompete, Kontrabass, Komposition).

## Leben und Wirken
Pursglove, der in seiner Geburtsstadt aufwuchs, spielt Trompete, seit er sechs Jahre alt. Er studierte am Birmingham Conservatoire, wo er den Bachelor mit Auszeichnung erwarb; anschließend setzte er seine Studien mit einem Stipendium an The New School in New York City fort, wo er für anderthalb Jahre lebte. In dieser Zeit spielte er im Duke Ellington Orchestra (Ghost Band) und in der René Marie Big Band. Nach seiner Rückkehr nach Britannien arbeitete er als freischaffender Musiker. Mit Anfang 20 fing er als Fan von Klaviertrios wie dem Oscar Peterson Trio, der so einen Sound unbedingt auch selbst ausprobieren wollte, an, zusätzlich Kontrabass zu spielen.
Ab den 2000er-Jahren arbeitete er in der britischen Jazz- und Improvisationsszene. Erste Aufnahmen entstanden in Birmingham mit der Fat Chops Big Band (A Nightingale Sang). In den folgenden Jahren spielte er meist in den Gruppen des Saxophonisten Paul Dunmall, wie dessen Brass Project, Quartett und Sextett, außerdem in den Formationen TG Collective, Blue Shroud Band, Maylight sowie mit Hans Koller, Gail Brand, Ramón López, Mike Gibbs (Play Gil Evans, 2012), Barry Guy, Jim Rattigan, Jonathan Silk und Reuben Fowler. Ferner trat er mit Evan Parker, Steve Swallow, Mark Dresser, Dan Weiss, Chris Potter, Django Bates, Bill Frisell, der WDR Big Band, Vince Mendoza, Thomas Morgan, Peter Erskine, Claudio Roditi, Phil Woods und Matt Brewer auf. Im Bereich des Jazz war er laut Tom Lord zwischen 2003 und 2019 an 23 Aufnahmesessions beteiligt. Als Studiomusiker arbeitete er auch mit Amy Winehouse und Jamie Cullum.
2020 gehörte er einem kollaborativen Quartett mit Paul Dunmall, Olie Brice und Jeff Williams an. Im Frühjahr 2020 wurde er als Nachfolger von Reiner Winterschladen Mitglied der NDR Big Band. In Pablo Helds Buoyancy Band spielte er 2018 beim Jazzfest Bonn und 2022 bei JazzBaltica, mit Rainer Böhms Sextett 2021 in der Radio Edition des JazzFest Berlin. Zu hören ist er u. a. auch auf Barry Guys Album All This This Here (2023) und Robert Landfermanns Rhenus (2023).
Pursglove unterrichtete als Tutor am Royal Birmingham Conservatoire, aber auch an der Royal Academy of Music und der Guildhall School of Music. Er war musikalischer Leiter des National Youth Jazz Wales und unterwies das National Youth Jazz Orchestra of Scotland beziehungsweise das National Youth Jazz Collective. Ferner war er künstlerischer Leiter des Harmonic Festival.

## Diskographische Hinweise
- Charlie Bates: Silhouettes (2017)
- Ramon Lopez, Percy Pursglove, Rafał Mazur: Threefold (Not Two Records, 2018)
- Sarah Gail Brand / Tony Marsh / Percy Pursglove / Simon H. Fell: Harmonic 2011 (2019)
- Paul Dunmall / Percy Pursglove / Steve Tromans / Dave Kane / Hamid Drake: Soultime (FMR Records, 2019)[8]
- Percy Pursglove, Paul Dunmall, Mark Sanders, John Etheridge: Deps (FMR Records, 2019)
- Paul Dunmall / Percy Pursglove / Olie Brice / Jeff Williams: Palindromes (2021)